# Eilema rufoasciata
Eilema rufofasciata là một loài bướm đêm thuộc phân họ Arctiinae, họ Erebidae.